# مرعى
المرعى هو قطعة أرض تنبت فيها الأعشاب والنباتات التي يمكن للحيوانات أن تقتات عليها. يمكن للمرعى أن يكون ضمن مزرعة (كما في الصورة) أو مفتوحًا، وفي معظم أنحاء الوطن العربي تكون المراعي طبيعية وهي عبارة عن أراض مشاع تستخدم للرعي.

مرعى لأبقار فريزيان في كندا.

## المراعي الطبيعية
تعرف المراعي الطبيعية بأنها الأراضي غير المفلوحة التي يسودها النبت الطبيعي المناسب لرعي الحيوانات العاشبة والقاضمة. في العادة، لا تصلح أراضي المراعي الطبيعية للزراعة الاقتصادية لكثرة العوامل المحددة مثل خصائصها الفيزيائية (عمق التربة، خصوبتها، ميل الأرض) والظروف المناخية (الأمطار، الحرارة، الخ).